# جون إبسن
جون إبسن (بالدنماركية: John Ebsen)‏ هو دراج دنماركي، ولد في 15 نوفمبر 1988.

## وصلات خارجية
- جون إبسن على موقع الاتحاد الدولي للدراجات (الإنجليزية)
- جون إبسن على موقع أرشيف الدراجات (الإنجليزية)
- جون إبسن على موقع إحصائيات الدراجات الإحترافية (الإنجليزية)
- جون إبسن على موقع نسبة الدراجات (الإنجليزية)